# Стеження (фільм, 1987)
Стеження (англ. Stakeout) — американський комедійний бойовик 1987 року.

## Сюжет
Детективи поліції Кріс і Білл провалюють завдання по затриманню злочинця і той тікає. Як покарання вони змушені два тижні просидіти в засідці і стежети за колишньою подружкою засудженого, який недавно втік з в'язниці. ФБР, що веде розслідування, впевнено, що кримінальник, рано чи пізно, захоче відвідати свою кохану, у будинку якої він сховав гроші. Крісу сподобалася Марія і поступово він закохується. Він вирішує з нею познайомитися, але в цей момент з'являється злочинець і події набувають небезпечного оберту.

## У ролях
| Актор          | Роль                     |
| -------------- | ------------------------ |
| Річард Дрейфус | Кріс Лечче               |
| Еміліо Естевес | Білл Реймерс             |
| Медлін Стоу    | Марія Макгуайр           |
| Ейдан Квінн    | Річард «Стік» Монтгомері |
| Ден Лорія      | Філ Колдшенк             |
| Форест Вітакер | Джек Пісмо               |
| Єн Трейсі      | Кейлор Різ               |
| Ерл Біллінгс   | капітан Джайлс           |
| Джексон Девіс  | агент ФБР Ласк           |
| Дж.Дж. Макаро  | Бі Сі                    |